# Candolim
Candolim é uma localidade (ou census town, literalmente: "cidade censitária") do distrito de Goa Norte, no estado indiano de Goa. É igualmente o nome de uma praia popular entre os turistas, contígua à mais famosa Calangute. A área faz parte do concelho (ou taluka) de Bardez e situa-se a noroeste da foz do rio Mandovi, 15 km a noroeste de Pangim. A área tem duas grandes atrações turísticas: a praia e o Fortaleza da Aguada (conhecido localmente como Fort Aguada), uma fortaleza portuguesa que protegia a entrada no Mandovi.
Segundo o censo de 2001, Candolim tinha 8 599 habitantes, 52% do sexo masculino e 48% do sexo masculino. A taxa de literacia era 76% (81% nos homens e 70% nas mulheres), mais alta que a média nacional de 59,5%. 9% da população tinha menos de 6 anos de idade.

## História
Candolim tornou-se a primeira aldeia de Bardez a converter-se completamente ao catolicismo em Bardez pelos franciscanos. Um dos primeiros convertidos foi Santu Sinai (ou Shenoy), um gaunkar (literalmente, em concani: "proprietário") que pertencia à nobreza da aldeia. Santu Sinai (1577–1640) era filho de Naru Sinai, que tinha imigrado de Loutolim, em Salcete, estabelecendo-se em Candolim, one comprou o quinto vangodd ("clã") da comunidade em 13 de agosto de 1604. Naru Sinai morreu depois de 1624 e deixou uma viúva, quatro filhos e uma filha. Santu foi convertido juntamente com o resto da sua família quando tinha 8 anos e subsequentemente tomou o nome de Salvador Pinto. O seu padrinho foi Frei Manuel Pinto, um franciscano que era reitor da Igreja de Nossa Senhora da Esperança em Candolim e do seminário em Reis Magos.
Salvador Pinto foi educado naquele seminário onde foi tutorado pelo padrinho e por outro padre franciscano, Frei Simão de Nazaré, que sucedeu a Frei Manuel Pinho como paŕoco de Candolim. Tornou-se um grande devoto de São Francisco Xavier e empenhou-se na evangelização da aldeia. Frei Simão usou a sua grande influência junto aos vice-reis para que fossem concedidos privilégios e honrarias a Salvador em reconhecimento pelo seu trabalho de conversão da aldeia, nomeadamente túmulos perpétuos para ele e a sua família na Igreja de Candolim.
Em 1787, Candolim foi o principal foco da revolta anti-portugueses conhecida como Conjuração dos Pintos devido a terem sido instigadas por padres pertencentes à família Pinto da aldeia.

## Praia de Candolim
A praia de Candolim, uma das mais compridas de Goa, é um extenso areal que vai do Fortaleza da Aguada até Calangute. Na estrada entre Candolim e Calangute, paralela à praia, abundam os restaurantes e lojas para turistas, mas a praia propriamente dita não tem muitos estabelecimentos  comerciais, sendo relativamente calma, em comparação com a mais agitada Calangute. A urbanização de Calangute é muito dispersa, não havendo exatamente um centro urbano.[carece de fontes?]